# إذاعة الإسكندرية
إذاعة الإسكندرية بدأ بثها في عام 1954 وتعتبر أول إذاعة إقليمية في مصر وفي المنطقة العربية. ويعود الفضل في نشأة هذه الإذاعة العريقة إلى مؤسسها ومديرها الأول الإذاعي حافظ عبد الوهاب. وفي 26 يوليو عام 1954 اختار وزير الإرشاد في ذلك الوقت الإذاعي حافظ عبد الوهاب ليكون أول مدير لإذاعة محلية وهي إذاعة الإسكندرية وفي الساعة الثانية ظهر يوم الاثنين 26 يوليو عام 1954 انطلق صوت أول إذاعة إقليمية معلنا (هنا الإسكندرية).

## مساهمات الإذاعيين
وقد ساهم أيضاً الشاعر محمود الكمشوشي في الكثير من الأعمال الفنية لإذاعة الإسكندرية منذ نشأتها وحتى عام 1971. حيث كتب أول أغنية في تاريخ إذاعة الإسكندرية بعنوان احنا الشعب الحر.
و كتب الكمشوشى الكثير من المسلسلات الاذاعية التي شارك فيها حافظ عبد الوهاب مثل المسلسل الاذاعى في الامر جريمة - برنامج حميدو - حكاية قسمه - فقد انفرد بكتابة فوازير رمضان منذ بدايات اذاعة الإسكندرية.
وقد حمل راية العمل في إذاعة الإسكندرية أعلام في مجال العمل الإذاعي وعلى رأسهم الإذاعي الكبير صاحب الفضل في نشأة إذاعة الإسكندرية، وأيضا الإذاعي عبد الحميد حمدي ومعهم كوكبة من المذيعين والمذيعات الذين قدمو للإذاعة ومنهم جمال توكل، علي نور، أحمد السرجاني، نبيل عاطف، رجاء هجرس، تهاني أبو السعود، علي الليثي، صابر مصطفى، حسين أبو المكارم، محمود شركس، عبد الحي شحاتة